# Манифестације на територији Града Зајечара
Манифестације на територији Града Зајечара, културно-уметничког садржаја које негују материјално и нематеријално културно наслеђе свога краја, под великом су пажњом и помоћи у организовању градске управе, Градске установе Народно позориште Тимочке Крајине –Центар за културу „Зоран Радмиловић”, у сарадњи са месним заједницама.
Организује се тридесетак културно-уметничких манифестација, а у плану је да се њихов број повећа и да свако насеље које то жели добије манифестацију. У организацију појединих манифестација укључена је и Туристичка организација града Зајечара. Покровитељ свих манифестација је град Зајечар. 

## Календар манифестација
Од старијих манифестација организују се: 
- ДЕНС - Међуокружна смотра дечјег народног стваралаштва, Градсково, (Лазарева субота или Врбица уочи Ускрса). Традиционална манифестација изворног народног стваралаштва у сарадњи са Централним савезом аматера у култури Србије. Право на учешћи имају дечји фолклорни ансамбли из зајечарског и борског округа у којима играју деца од 1. до 8. разреда основне школе, који изводе изворна народна кола свога краја без кореографије, у пратњи свирача на изворним народним инструментима карактеристичним за наш крај. Циљ манифестације је да подстиче изворно народно стваралаштво код најмлађих и презентује, промовише и штити нематеријално културно наслеђе Тимочке Kрајине. Смотра нема такмичарски карактер, али се организује уз присуство представника Савеза аматера Србије који врши селекцију група за учешће на Смотри народног стваралаштва деце Србије у Бадњевцу код Kрагујевца.
- Ђурђевдански сабор, Гамзиград, (око Ђурђевдана)
- Халово у песми и игри, Халово, (22. мај)
- Дани Адама Богосављевића, Копривница,(први викенд у јуну)
- Потекла вода струдена, Велики Извор, (половином јуна). Постала је Међуокружна смотра сеоских фолклорних ансамбала у кореографисаном фолклору, на којој се  врши  селекција фолклора за „Смотру фолклорних ансамбала села Србије“ у Кличевцу, коју организује Централни савез аматера у култури Србије. На овогодишнјој смотри у Великом Извору учествовало је 11 КУД-ова из Зајечарског и Борског округа.
- Сабор косовских Срба, Звездан,(око Видовдана)
- Ивањдански сабор, Рготина, (7.јул)
- Развило се коло крај Тимока, Зајечар (прва половина јула),
- Петровдански дани, Грлиште (око 10. јула),
- Влашке лепоте Балкана, Велика Јасикова, (половином јула)
- Балкански фестивал традиционалне културе Влаха, Дубочане, (друга половина јула)
- Јасеновачко лето, Велики Јасеновац, (друга половина јула)
- Илиндански сабор, Шипиково, (3. август)
- Сабор фрулаша, Грљан, (почетком августа). Током 2022. године враћен је стари сјај „Сабору фрулаша” који је у Грљану организован по 37. пут и на коме учествују такмичари на традиционалним народним дувачким инструментима као што су фрула, окарина, дудук, цевара, гајде, кавал, двојнице, дипле, кланет, у две категорије: до 16 година и од 16 година. Ова манифестација је јединствена у Србији.
- Вражогрначки точак, Вражогрнац (половином августа). Традиционална је манифестација изворног народног стваралаштва у сарадњи са Централним савезом аматера у култури Србије.  „Вражогрначки точак” је 2022. године организован по 38. пут као смотра народних обичаја, на којој се оцењује сценски приказ обичаја и наступ изворних група, као селекција  за учешће на Републичким смотрама народног стваралаштва у Горњем Милановцу и Тополи.
- Хајдук Вељкови дани, Леновац, (око 20. августа)
- Дани Гамзиградске Бање, Гамзиградска Бања, (почетком септембра)
- Башта Балкана, Велики Извор, (друга половина септембра)[2]
- Тиквијада, Николичево,(почетком октобра)
- годишњи концерт ГФА „ЗО-РА“ „Корак лак“ (крајем децембра)

Током 2022 године уведено је  осам нових манифестација традиционалног народног стваралаштва:
- Свети Сава, наша слава, Кленовац, (око 27. јануара)[3]
- Брусник, село са душом, Брусник, (око 20. јуна)[4]
- Аранђеловдански сабор, Метриш, (26. јула)
- Културно уметнички програм Вишњар 2023, Зајечар, (око Огњене Марије, крајем јула),
- Лесковац у срцу, Лесковац, (крајем јула)
- Пантелејски сабор, Лубница, (прва половина августа),
- Торлачки сабор, Селачка,( крајем августа) и
- Тимочко коло, Салаш,( 1.септембра)
- Глас са Ветрена у Малом Извору (од 2023. почетком фебруара).[5]

Све ове манифестације су врло значајне, јер поред очувања традиције, представљају једини културни догађај у селима на територији града Зајечара. Важно је и то што су допринеле оживљавању фолклорних ансамбала у селима. Залагањем људи из Центра за културу и месних заједница враћени су КУД-ови у Халову, Градскову, Дубочану, Гамзиграду, Копривници, Рготини, Вражогрнцу, Звездану, КУД „Никола Пашић” из Зајечара, а у току је враћање КУД-ова у Николичеву и Лубници.